# Kazimierz II cieszyński
Kazimierz II (ur. 1448-1453, zapewne ok. 1449, zm. 13 grudnia 1528) – książę cieszyński, w latach 1452–1460 tylko formalnie, od 1460 współrządy z Przemysławem II, od 1477 w całości księstwa, 1479–1509 w Koźlu, od 1493 w Wołowie, 1498–1517 w Pszczynie, od 1506 w Opawie, od 1506 księstwo głogowskie (dożywotnio). Starosta generalny Śląska w latach 1497–1504, 1507–1517 i tylko Górnego Śląska w latach 1517–1528.
Kazimierz II był jedynym synem księcia cieszyńskiego Bolesława II i Anny, córki księcia Iwana w litewskiej dynastii Giedyminowiczów, siostrzenicą polskiej królowej Zofii Holszańskiej.
W związku z wczesną śmiercią ojca (w 1452) wychowywali go stryjowie. W 1460 książę Przemysław II cieszyński, dopuszczając Kazimierza do formalnych współrządów, nadał mu Bielsko z okolicznymi miejscowościami.
W arkana wielkiej polityki Kazimierz II został wprowadzony w 1471, kiedy w konflikcie związanym z obsadą korony czeskiej opowiedział się za Władysławem II Jagiellończykiem. Cztery lata później uczestniczył w uroczystościach ślubu córki Kazimierza Jagiellończyka Jadwigi z Jerzym Bawarskim w Krakowie, a następnie odprowadzał królewnę do Bawarii. W chwili śmierci opiekuna – stryja Przemysława II w 1477 był już osobą politycznie wyrobioną. Dopiero jednak po śmierci stryja Kazimierz, jako jedyny męski potomek cieszyńskich władców, przejął władzę w całym księstwie.
Nie udało się za to Kazimierzowi przejąć dóbr głogowskich, gdzie formalne rządy sprawowała nadal Małgorzata, wdowa po drugim ze stryjów – Władysławie. Do księstwa tego pretensję wysunęli książę żagański Jan II i król węgierski Maciej Korwin. Pomimo tego początkowo wydawało się, że uda się Kazimierzowi przejąć i ten spadek, zwłaszcza iż hołd lenny, jako opiekunowi Małgorzaty, złożyła mu rada miejska Głogowa. Ten sukces został jednak zaprzepaszczony 8 października 1478, kiedy Kazimierz przegrał bitwę pod Krosnem z oddziałami Jana II.
Nie mogąc przejąć Głogowa siłą, Kazimierz II rozpoczął pertraktacje z władcą węgierskim, Maciejem Korwinem. Wtedy też na mocy układu z 10 października 1479 zrezygnował z księstwa głogowskiego w zamian za Koźle i 2000 florenów. Dodatkowo ceną było również złożenie hołdu lennego, co nastąpiło 12 sierpnia tegoż roku w Ołomuńcu.
Pomimo formalnej rezygnacji z dóbr na Dolnym Śląsku, Kazimierz II nie rezygnował i w 1480 ożenił się z Joanną, córką Wiktoryna z Podiebradów, księcia opawskiego (w posagu otrzymał wówczas ziemię pszczyńską, choć w praktyce przejął ją dopiero w 1498), co miało mu pomóc w odzyskaniu Głogowa, oblężonego przez Jana II Żagańskiego. Kolejna klęska, tym razem w bitwie pod Górą skłoniła Kazimierza do ostatecznej rezygnacji ze spornego terytorium, 7 czerwca 1481.

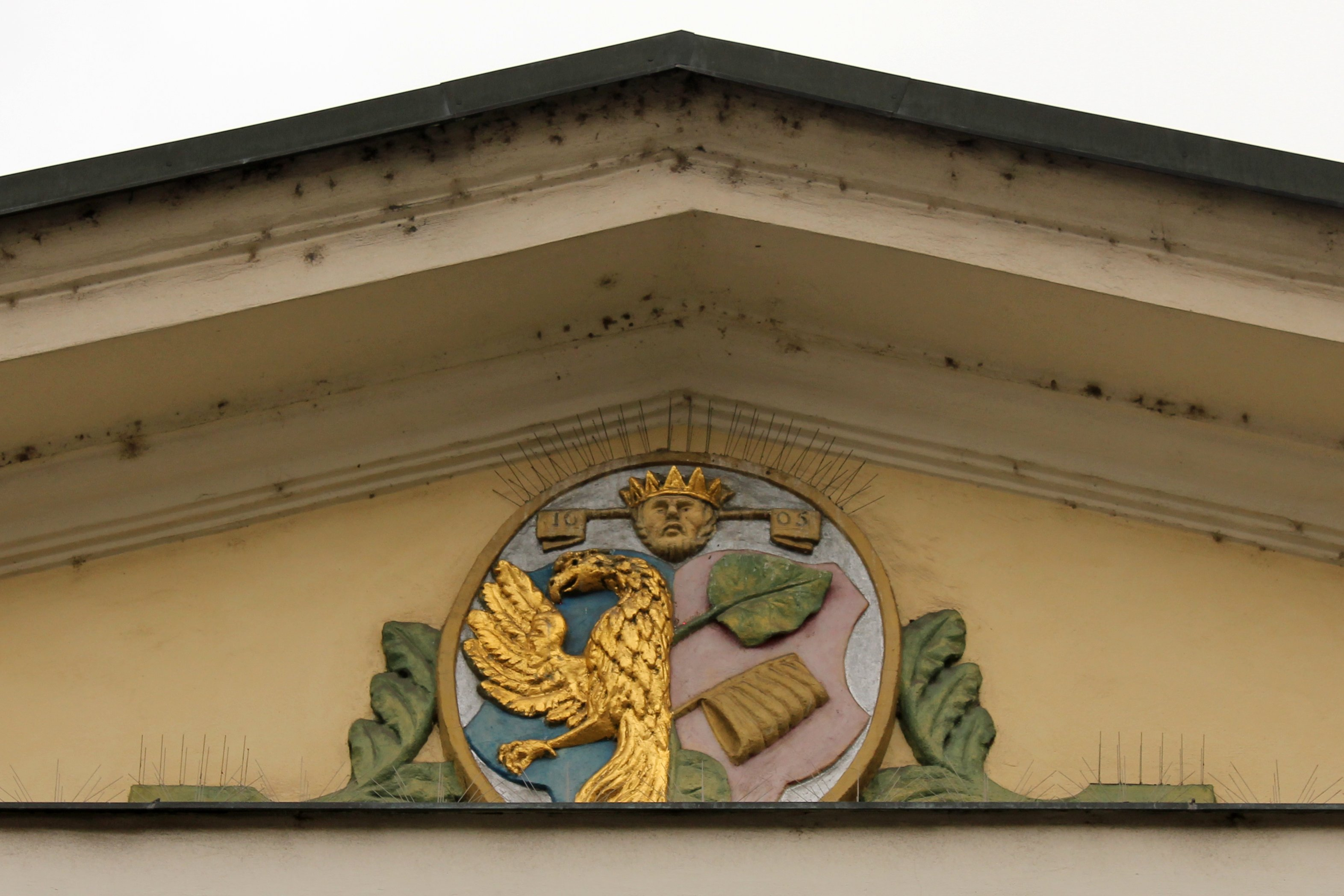
Na fasadzie ratusza w Frysztacie, w setną rocznicę jego budowy przez Kazimierza II. odsłonięto herb miasta z prawdopodobną podobizną Kazimierza II.

W następnych latach Kazimierz II zbliżył się do narodowego króla Czech, Władysława Jagiellończyka. Dzięki temu po śmierci Macieja Korwina w 1490 i zajęciu przez króla Władysława Śląska, dla Kazimierza II nastał czas awansów w służbie publicznej. Jagiellończyk mianował cieszyńskiego księcia starostą generalnym na Śląsku. Urząd ten piastował Kazimierz do 1504, kiedy król postanowił mianować starostą swego brata, Zygmunta Jagiellończyka. Jednak już w 1506, po śmierci brata Aleksandra, Zygmunt został królem Polski, a godność starosty śląskiego wróciła w ręce księcia cieszyńskiego. Tym razem urząd ten Kazimierz II piastował aż do śmierci. Z poręczenia Zygmunta Kazimierz uzyskał również wówczas od Władysława Jagiellończyka dożywotnio księstwo głogowskie.
Sprawowanie przez Kazimierza rządów starosty generalnego nie cieszyło się wśród współczesnych zbyt wielkim poparciem. Zarzucano księciu cieszyńskiemu m.in. zbyt wielki wyzysk, zwłaszcza jeśli chodzi o sprawy Kościoła. Uniemożliwiło to objęcie w 1501 przez syna księcia, Fryderyka, biskupstwa wrocławskiego, na skutek sprzeciwu zniechęconej wobec książąt cieszyńskich kapituły. Dopiero powtórne objęcie urzędu starosty w 1506, po odejściu Zygmunta Starego, pozwoliło Kazimierzowi częściowo zrehabilitować się, np. poprzez wydanie w Prudniku ustawy pozwalającej bezwzględnie tępić wszelkie rozboje.
Bardzo popłatny urząd starosty generalnego umożliwił Kazimierzowi II poszerzenie swojego stanu posiadania, m.in. w 1493 zakupił on Wołów i Oleśnicę, a w 1506 odziedziczył dzięki swojej żonie ziemię opawską.
Znaczna pozycja Kazimierza II na Śląsku wywołała zaniepokojenie książąt opolskich Mikołaja II i Jana II. W tym celu w 1497 doszło do zjazdu w Nysie z udziałem książąt: cieszyńskiego – Kazimierza, opolskiego – Mikołaja, ziębickiego – Wiktoryna, oraz biskupa wrocławskiego Jana Rotha. Podczas spotkania w ratuszu 26 czerwca tegoż roku doszło do tragedii, kiedy to Mikołaj II, obawiający się zapewne aresztowania, zaatakował (nieskutecznie) sztyletem księcia cieszyńskiego i biskupa Rotha. Atak ten nosi wszelkie znamiona szaleństwa, z tego też powodu dziwić musi fakt szybkiego wydania księcia, wbrew panującemu prawu, sądowi ławniczemu Nysy (Mikołaja jako księcia miał prawo sądzić wyłącznie sąd królewski). Sąd ławniczy wydał na Mikołaja wyrok śmierci – pod naciskiem Kazimierza. Nie przynosi również chluby zagarnięcie przez Kazimierza całego majątku znalezionego przy księciu opolskim.
Apogeum swojego znaczenia Kazimierz II osiągnął w 1512, kiedy król Zygmunt I Stary ożenił się z Barbarą Zápolyą, bliską krewną księcia cieszyńskiego. O wyśmienitych wówczas stosunkach Kazimierza z Polską może świadczyć m.in. zakup kilku kamienic w Krakowie i okolicy. Umożliwiło to księciu przetrwanie na intratnym stanowisku pomimo skargi miast śląskich w 1514, kiedy został oskarżony o nieudolność.
6 stycznia 1515 Kazimierz postarał się o uzyskanie od króla czeskiego Władysława Jagiellończyka dyplomu potwierdzającego jego prawa do księstwa opawskiego, chociaż tylko dożywotnio.
W 1517, mając przejściowe trudności finansowe, zdecydował się na sprzedaż Aleksemu Thurzonowi księstwa pszczyńskiego, za wysoką sumę 40000 guldenów.
Od około 1510 Kazimierz II zaangażowany był w rozgrywkę o spadek po bezdzietnym księciu opolskim, Janie II Dobrym. Czynił te starania pomimo faktu, iż stał za śmiercią brata ostatniego księcia opolskiego – Mikołaja II. Początkowo wydawało się, że sprawa sukcesji jest na dobrej drodze, zwłaszcza gdy Kazimierzowi udało się uzyskać w 1517, wraz z Fryderykiem II Legnickim, dokument potwierdzający prawa do dziedziczenia posiadłości po starzejącym się i schorowanym opolskim kuzynie. Ostatecznie jednak okazało się, że Jan II przeżył Kazimierza, a jego księstwo dostało się w ręce Jerzego Hohenzollerna (być może zresztą Kazimierz II przed swoją śmiercią przelał wszelkie swoje prawa właśnie na rzecz Jerzego, mogło się to wydarzyć zwłaszcza po ślubie w 1518 syna księcia cieszyńskiego, Wacława II, z siostrą Jerzego, Anną).
W 1527 Kazimierz II, z ramienia króla polskiego, wyjechał na Węgry, gdzie podjął się mediacji pomiędzy Janem Zápolyą a Ferdynandem Habsburgiem, jednakże bezskutecznie.
Kazimierz był nie tylko zręcznym politykiem, ale także bardzo dobrym gospodarzem. Za jego panowania Księstwo Cieszyńskie przeżywało stabilizację gospodarczą. Dzięki przywilejom, które nadawał, miasta prężnie się rozwijały, szczególną zaś troską otaczał Cieszyn, dzięki czemu miasto szybko podniosło się ze zgliszczy po wielkim pożarze u schyłku XV wieku. To właśnie Kazimierz II w 1496 założył obecny rynek i przekazał dwa domy na zbudowanie nowego ratusza. Majątek księcia cieszyńskiego szacowano w 1527 na astronomiczną sumę 670000 florenów, co jednak nie dorównało dochodowi sąsiedniego księstwa opolskiego. Do dochodów księcia cieszyńskiego należała jednak również wysoka pensja starosty generalnego – 1200 guldenów rocznie, oraz dochody z uzyskanych od Zygmunta Starego żup solnych pod Krakowem. Wysokie dochody umożliwiły Kazimierzowi w 1527 wykupienie z rąk biskupa ołomunieckiego Stanisława Thurzo miast: Mistka i Frydlantu nad Ostrawicą.
Książę był żonaty z Joanną z Podiebradu, która zmarła w 1496 (książę ponownie już się nie ożenił). Z małżeństwa tego doczekał się dwóch synów. Starszy, Fryderyk (zm. 1507), został przeznaczony do stanu duchownego, natomiast młodszy, Wacław (ur. ok. 1490, zm. 1524), miał zostać następcą Kazimierza II. Wacław II zmarł jednak 4 lata przed swoim ojcem, nie doczekawszy objęcia książęcego tronu. W związku z tym po śmierci Kazimierza II 13 grudnia 1528, księciem cieszyńskim został młodociany wnuk Kazimierza – syn Wacława II, Wacław III Adam, aczkolwiek rządy w jego imieniu prowadził, zgodnie z wcześniejszą umową, Jan z Pernsteinu, wraz z matką Wacława III Adama, Anną Hohenzollern. Nie jest znane miejsce pochówku Kazimierza, można jedynie przypuszczać, że jest to któryś z kościołów w Cieszynie lub Opawie.